# 15735 Andakerkhoven
15735 Andakerkhoven è un asteroide della fascia principale. Scoperto nel 1990, presenta un'orbita caratterizzata da un semiasse maggiore pari a 3,1782939 UA e da un'eccentricità di 0,0687442, inclinata di 10,48054° rispetto all'eclittica.